# إسفين (شركة)
إسفين (محامون التمويل الإسلامي) هي شبكة محاماة عالمية ومستقلة متخصصة في الاقتصاد الإسلامي، ومقرها الرئيسي بروكسل.

## منطقة الممارسة
إسفين تجمع المختصين من أعضاء شركات مستقلة من دول عديدة، مع تغطية أكثر من 50 بلدًا مستهدفا (انظر أدناه للشركات المتعاونة)، مما مكنها أن توفر المشورة الشاملة (المحلية) لأي شركة في جميع جوانب الاقتصاد الإسلامي الإستثمار الشرعية و المعاملات التقليدية.

## جوائز
الصحيفة فاينانشال تايمزاعترفت ورشحت إسفين كالمشروع الأكثر ابتكارا في قسم «الشركة الاستراتيجية» في عام 2012. .

## الشركات المتعاونة
- بلجيكا Afschrift[4]
- غيرنسي Appleby
- لوكسمبورغ Arendt & Medernach [4]
- أوكرانيا Asters
- اليابان Atsumi & Sakai [5]
- المكسيك Basham [6]
- سلوفاكيا Beatow partners
- تركيا Bener law office
- المغرب Bennani & associés [7]
- ألبانيا كوسوفو Boga & associates
- كندا Borden Ladner Gervais
- السنغال Cabinet cheikh fall
- موزمبيق CGA- Couto,Graca & associados [5]
- إسبانيا Cuatrecasas [4]
- سنغافورة Duane Morris Selvam
- السويد Guernandt & Danielsson
- شيلي Guerrero, Olivos, Novoa & Errazuriz [8]
- هولندا Houthoff Buruma
- باكستان Irfan & Irfan
- سويسرا Lenz & Staehelin
- أيرلندا Maples & Calder
- البرتغال MLGTS [4]
- المجر Nagy & Trocsanyi
- رومانيا NNDKP
- ألمانيا P+P Pöllath
- الدنمارك Plesner [8]
- جمهورية التشيك PRK Partners
- عمان Saslo
- النمسا Schoenherr (law firm)
- أوغندا Shonubi Musoke & Co
- كوراساو أروبا Spigt Dutch Caribbean
- الفلبين SyCip Salazar Hernandez & Gatmaitan
- نيفيس Walwyn law
- موريشيوس Uteem chambers

## مواقع
- بلجيكا: بروكسل
- ماليزيا: كوالالمبور

## وصلات خارجية
- الموقع الرسمي لمجلس http://www.ifsb.org/الخدمات%5Bوصلة+مكسورة%5D المالية الإسلامية
- الموقع الرسمي لإسفين http://www.isfin.net
- (IIFM) الموقع الرسمي للسوق المالي الإسلامي الدولي http://www.iifm.net/